# Пальмайола
Пальмайола (итал. Isola di Palmaiola, лат. Columbaria) — небольшой остров Тосканского архипелага, который находится в середине пролива Пьомбино в Лигурийском море и расположен в 3 км (1,9 мили) о. Эльба и в 7 км (4,3 мили) от города Пьомбино. Пальмайола является частью коммуны Рио-Марина и находится в полной собственности государства.

## География
До 14 века остров назывался Инсулам Пальмароле из-за обилия на нём в то время средиземноморских карликовых пальм, таких как хамеропс. Остров вулканического происхождения, поэтому ландшафт Пальмайолы скалистый, берега по большей части обрывистые. По форме остров напоминает треугольник. Длина Пальмайолы составляет 461 м, ширина — 396 м, высота — 85 м, длина береговой линии — 1,7 км. Площадь острова составляет около 8 га. Остров расположен к северо-востоку от острова Эльба и к юго-западу от Пьомбино. Пальмайола — это особо охраняемая территория Европейского союза, остров внесён в список зон особого регионального значения, он также является частью Национального парка Тосканского архипелага. Решение о включении территории острова в состав Национального парка было принято областным советом Тосканы.

## Флора и фауна
В ландшафте Пальмайолы преобладают утёсы и труднодоступные скалы, остров покрыт кустарниками и низкорослой вечнозелёной растительностью (гарига). Остров имеет особое значение для гнездования хохлатых бакланов, средиземноморских буревестников, сапсанов и редкого вида чаек — чайки Одуэна. На Пальмайоле обитают также рептилии, такие как европейские листопалые гекконы. Море считается очень чистым. Животных сюда привлекает большое количество водорослей, которые служат для них не только пищей, но и укрытием.

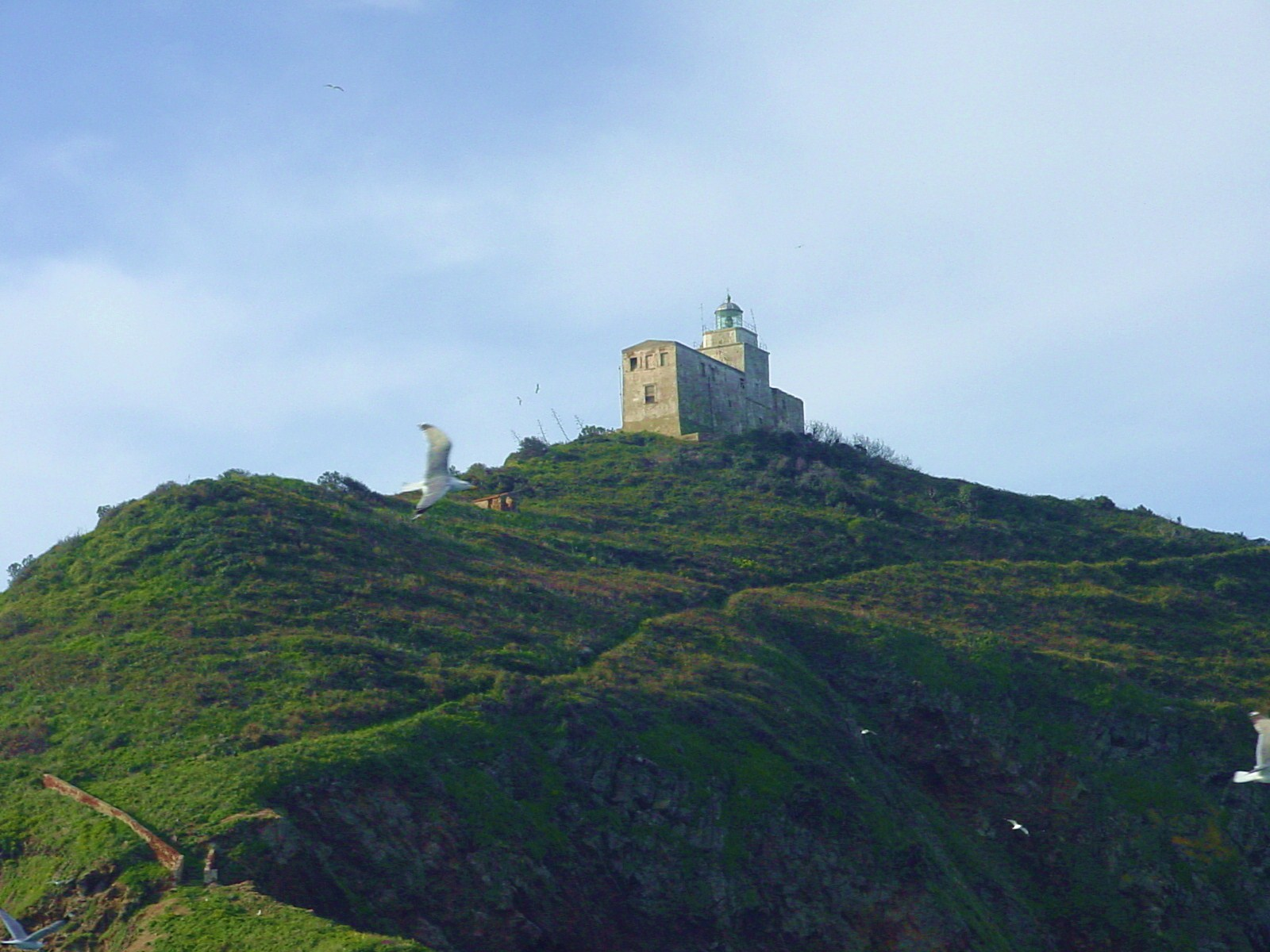
Маяк Пальмайола

## Климат
Климатические условия на острове характеризуются очень тёплым летом, с повышенной сухостью воздуха и ветрами. Зима довольно мягкая, часто дождливая, снег — большая редкость на острове.

## Маяк Пальмайола
Маяк находится в верхней части острова и был построен на том месте, где когда-то находилась башня, построенная в шестнадцатом веке, чтобы защитить территорию княжества Пьомбино. Новое здание маяка и дом сторожа были построены в январе 1844 года и были востребованы для гражданских морских работ. В 1911 году маяк был передан в использование Королевским военно-морским силам Италии. Маяк имеет 14 метров в высоту. Здание одноэтажное, построено из белого камня и увенчано четырёхугольной башней с балконом и фонарём. Здание расположено на высоте 105 метров над уровнем моря. Работа маяка был полностью автоматизирована в 1989 году. Он действует до сих пор и управляется Военно-морскими силами Италии. Маяк имеет свой кодовый номер 2016 E. F. Возле здания маяка была построена вертолётная площадка, которая до сих пор используется Военно-морскими силами Италии, команда технического обслуживания регулярно совершает полёты на остров на вертолёте AgustaWestland AW101 (EH 101). На маяке установлен солнечный генератор и излучает переменные сигналы белой вспышки, которые видны на расстоянии до 10 морских миль в течение пяти секунд. Недавно была проведена трёхлетняя программа по реставрации маяка (2008—2010).

## Туризм
Остров официально закрыт для посещения туристов, однако малые круизные суда иногда останавливаются возле острова и организуют купание.